# Titularbistum Irenopolis in Isauria
Irenopolis in Isauria (ital.: Irenopoli di Isauria) ist ein Titularbistum der römisch-katholischen Kirche.
Es geht zurück auf ein früheres Bistum der Stadt Eirenopolis in der spätantiken römischen Provinz Isauria in Kleinasien (heute Türkei). Das Bistum gehörte der Kirchenprovinz Seleucia in Isauria an.
| Titularbischöfe von Irenopolis in Isauria |                                                       |                                              |                   |                    |
| Nr.                                       | Name                                                  | Amt                                          | von               | bis                |
| 1                                         | Luigi Matera Titularerzbischof pro hac vice           | Apostolischer Delegat                        | 30. März 1882     | 29. November 1891  |
| 2                                         | Anatol Novak (Anatol Nowak)                           | Weihbischof in Krakau (Polen)                | 17. Dezember 1900 | 30. September 1924 |
| 3                                         | Giuseppe Ridolfi Titularerzbischof pro hac vice       | emeritierter Bischof von Otranto (Italien)   | 12. August 1915   | 1925               |
| 4                                         | Edward Aloysius Mooney Titularerzbischof pro hac vice | Apostolischer Delegat                        | 21. Januar 1926   | 28. August 1933    |
| 5                                         | Paul-Marie-André Richaud                              | Weihbischof in Versailles (Frankreich)       | 19. Dezember 1933 | 27. Juli 1938      |
| 6                                         | Jean-Germain Mousset MEP                              | Apostolischer Vikar von Taiku (Südkorea)     | 13. Dezember 1938 | 8. Juni 1957       |
| 7                                         | James Vincent Pardy MM                                | Apostolischer Vikar von Cheong-ju (Südkorea) | 4. Juli 1958      | 10. März 1962      |
| 8                                         | Jože Pogačnik                                         | Weihbischof in Ljubljana (Slowenien)         | 28. Februar 1963  | 2. März 1964       |
| 9                                         | George Alapatt                                        | emeritierter Bischof von Trichur (Indien)    | 14. Juni 1970     | 11. Mai 1971       |